# شهرستان اوون (ایندیانا)
شهرستان اوون، ایندیانا (به انگلیسی: Owen County, Indiana) شهرستانی در ایالات متحده آمریکا است که در ایندیانا واقع شده‌است.